# Glockenring der Pummerin (Linz)

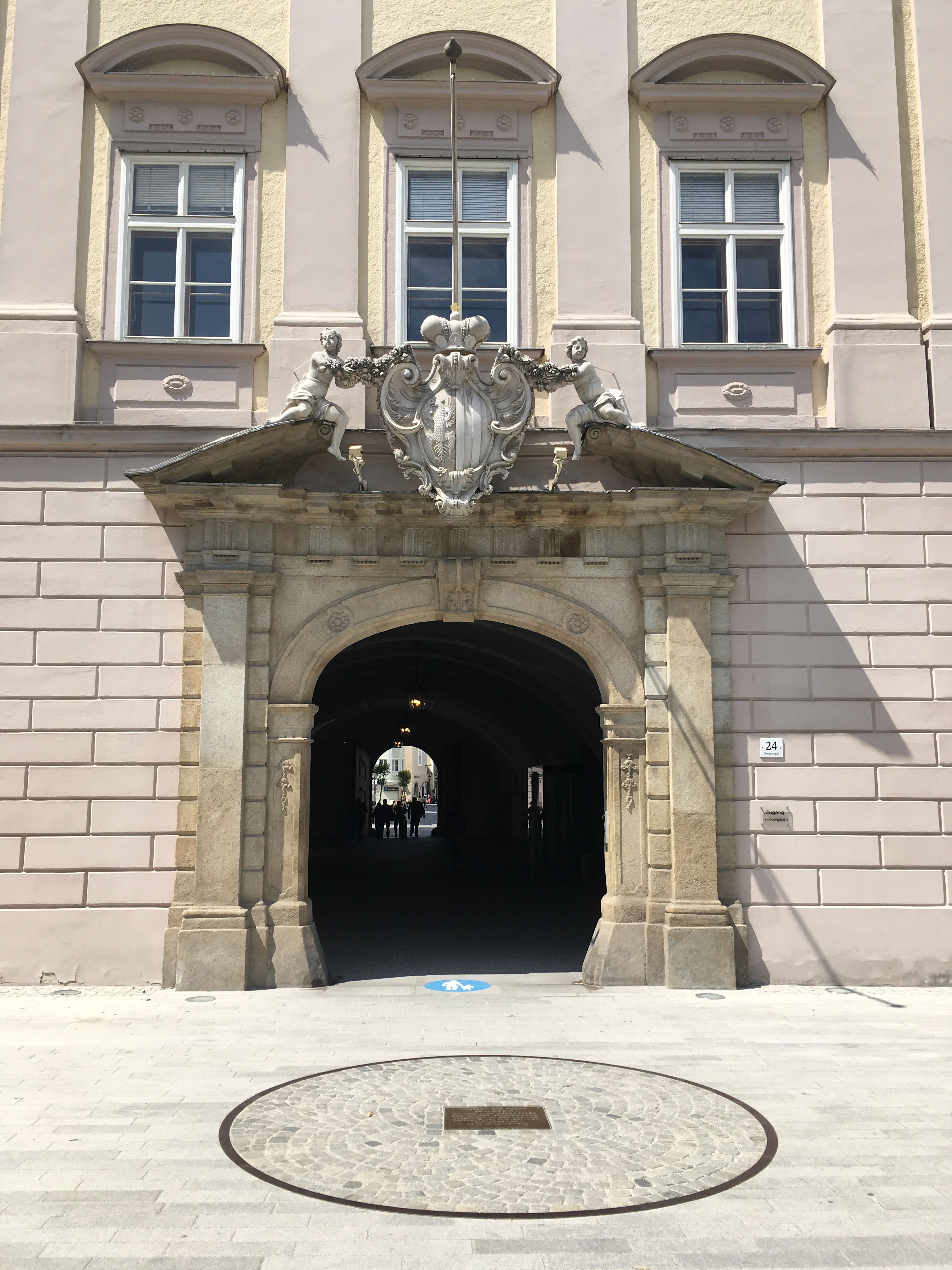
Der Glockenring vor dem Südportal des Landhauses

Der Glockenring der Pummerin ist ein seit 1956 vor dem Südportal des Linzer Landhauses in Oberösterreich verlegter großer Metallring. Dieses Denkmal erinnert an die Herstellung und den Abtransport der neuen Pummerin, der größten Glocke im Wiener Stephansdom.

## Geschichte
Nach den Zerstörungen des Zweiten Weltkriegs leisteten alle neuen österreichischen Bundesländer einen Beitrag zum Wiederaufbau des Wiener Stephansdomes. Beim Brand des Domes im Jahr 1945 war auch die 1711 gegossene Pummerin, die größte Glocke der Wiener Kathedrale, zerstört worden. Deshalb ließ das Land Oberösterreich als Ersatz eine 2,9 Meter hohe und 20.130 kg schwere Glocke von der Glockengießerei St. Florian gießen. Ein Teil der Glockenspeise stammte von der 1945 zerschellten Pummerin. Am 25. April 1952 trat die neue Pummerin ihre Reise vom Vorplatz des Linzer Landhauses an. Der Tieflader mit der schweren Last rollte unbehelligt von den damaligen Besatzungstruppen über die Demarkationslinie bei Enns. Auf dieser Reise säumten über eine Million Menschen den Weg, und Tausende Wiener und Wienerinnen empfingen die Glocke jubelnd auf dem Stephansplatz.
Im Jahr 1956, noch bevor die Pummerin in den Nordturm des Stephansdomes aufgezogen wurde, ließ die Gesellschaft der Freunde der Stadt Linz einen Glockenring samit Inschrift in der VÖEST herstellen und im Pflaster vor dem Linzer Landhaus verlegen. Vorbild dazu dürfte der bereits existierende Glockenring am Hauptplatz von Linz gewesen sein. 
Im Zuge der Vorbereitungen zum Kulturhauptstadtjahr 2009 wurde die Linzer Promenade neu gestaltet und der Glockenring im Frühling 2009 wieder vor dem Landhaus neu eingesetzt.

## Beschreibung

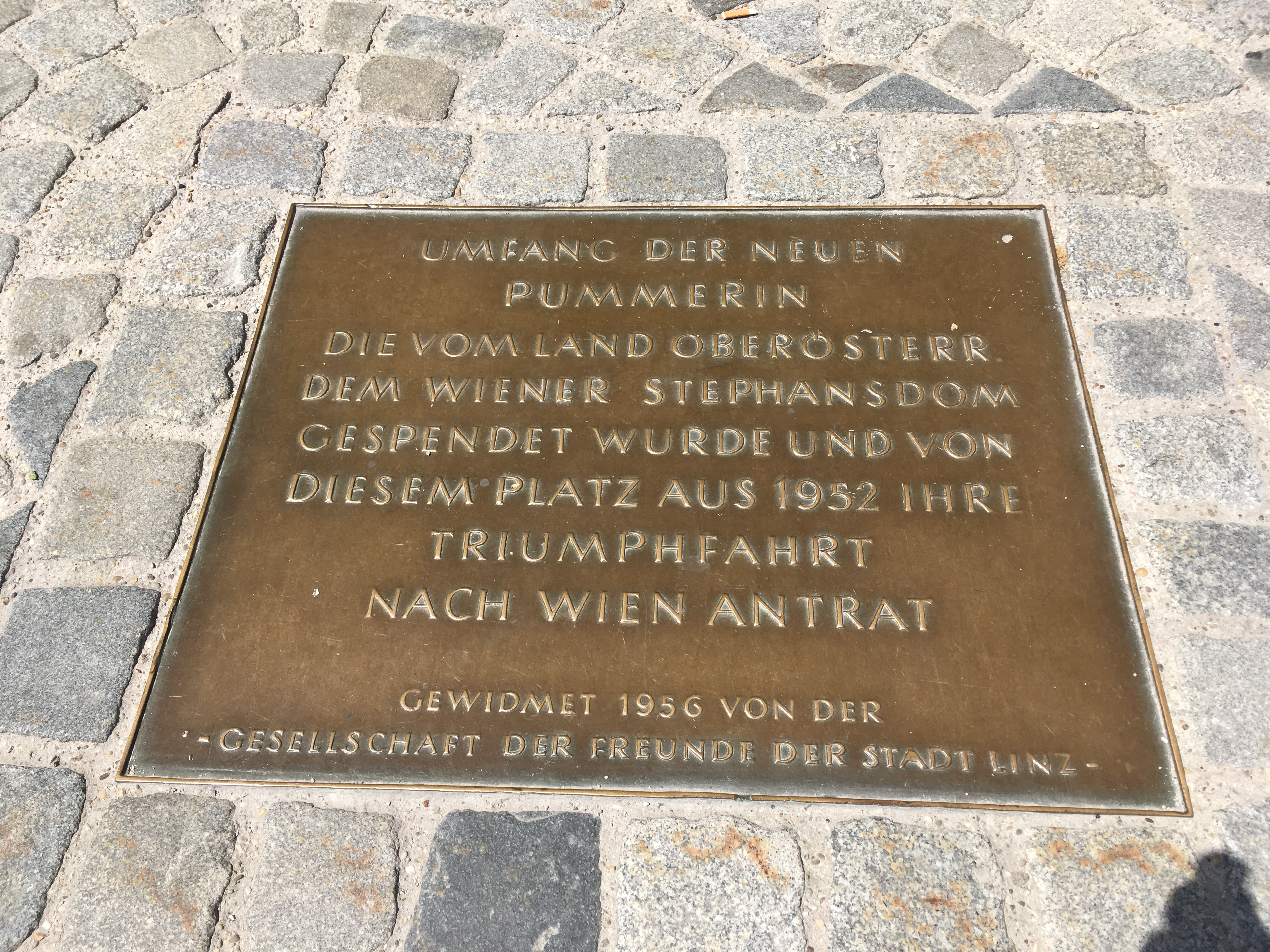
Inschrift des Glockenringes

Im Pflaster zwischen dem Südportal des Linzer Landhauses und der Steinbogenbrücke über den ehemaligen Stadtgraben ist ein 6 cm breiter Metallring eingelassen, dessen Innendurchmesser von 3,14 Meter genau dem Durchmesser der Pummerin entspricht. 
Im Zentrum des Ringes befindet sich eine 62 cm breite und 49 cm „hohe“ Bronzetafel mit folgendem Text:
```
UMFANG DER NEUEN PUMMERIN DIE VOM LAND OBERÖSTERR. DEM WIENER STEPHANSDOM GESPENDET WURDE UND VON DIESEM PLATZ AUS 1952 IHRE TRIUMPHFAHRT NACH WIEN ANTRAT.
GEWIDMET 1956 VON DER
- GESELLSCHAFT DER FREUNDE DER STADT LINZ -
```

Die Tafel markiert die Stelle, an der die festlich geschmückte Glocke im April 1952 auf den Abtransport nach Wien wartete.